# DUKW
DUKW (neoficiálně zvaný Duck, kachna) je označení amerického obojživelného dvou a půltunového nákladního automobilu používaného spojeneckými vojsky během druhé světové války k přepravě materiálů a vojáků (zejména v Evropě a Tichomoří). DUKW byl postaven na základě rozšířeného vojenského dvou a půltunového nákladního automobilu GMC CCKW opatřeného vodotěsnou člunovou karoserií. Automobily byly využivány nejen americkou armádou, ale také spojeneckými zeměmi, kterým byly dodávány na základě Zákona o půjčce a pronájmu, např. Velká Británie, Sovětský svaz, Austrálie, Kanada, Francie. Britská armáda vyřadila některá z vozidel až v 70. letech. V Sovětském svazu se automobil osvědčil a v 50. letech zde byla vyráběna upravená kopie opatřená sklopnou nákladovou rampou BAV-485, na podvozku nákladního automobilu ZIL-151. V Brazílii, která po válce používala také DUKW byla v 70. letech zkonstruována vylepšená kopie s názvem CAMANF.
Název vozidla DUKW vychází ze systému označení firmy GMC: D - rok vzniku 1942, U - užitková obojživelná verze, K - pohon všech kol, W - dvě zadní nápravy.

## Konstrukce

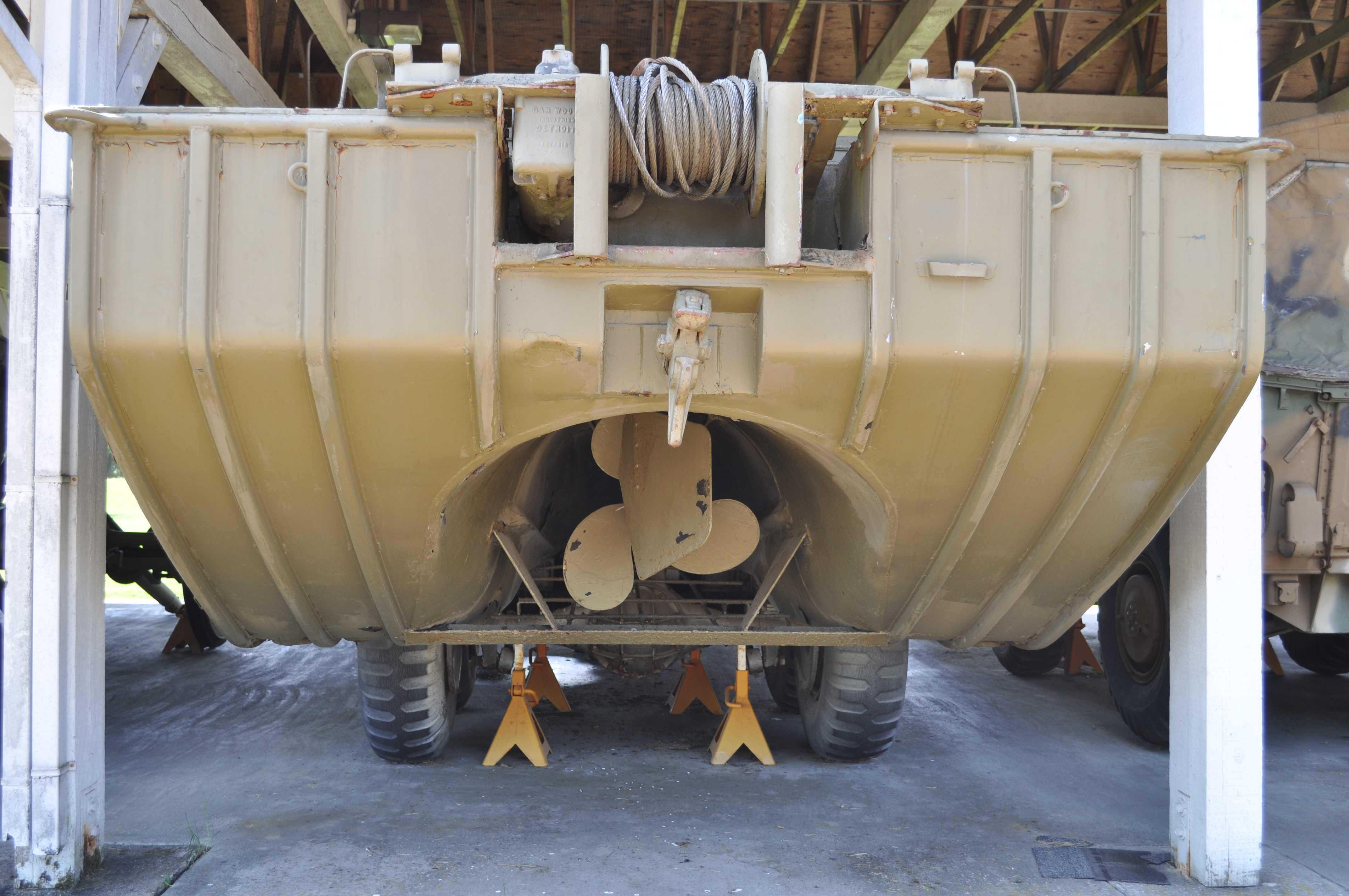
Pohled na záď s viditelným lodním šroubem, kormidlem a navijákem

Na souši se DUKW pohyboval pomocí tří poháněných náprav, přední z nich řiditelné. Ve vodě pak pomocí trojlistého lodního šroubu umístěného v tunelu ve spodní části zádě. Za lodním šroubem se nacházelo kormidlo spojené s ovládáním řízení předních kol (pomocí kterých se také dal ovlivnit směr plavby). Nákladní prostor bylo možné zakrýt plachtou. Prostor řidiče byl chráněn sklopnými štíty z plexiskla. Na zádi bylo vozidlo vybaveno tažnými háky. Některé varianty disponovaly navijákem. Jednalo se o první vozidlo vybavené systémem centrálního dohušťování pneumatik. Pro odčerpání vniknuvší vody bylo určeno čerpadlo a záložní ruční pumpa. Konstrukce vodotěsné člunové korby byla vytvořena ve spolupráci s firmou Sparkman & Stephens, která se zabývala výrobou jachet.
Automobil mohl přepravit téměř dvě a půl tuny nákladu nebo 24 vojáků.
Některé z vozidel byly vyzbrojeny těžkými kulomety. V Tichomoří byly nasazeny i varianty opatřené 114mm raketomety Scorpion. Přepravované dělostřelectvo mohlo být v omezeném rozsahu použito k vedení palby přímo z nákladového prostoru. 